# TPago
tPago es una plataforma de pagos móviles desarrollada en República Dominicana por GCS International, una filial del conglomerado financiero Grupo Popular. Lanzada en julio de 2010, permite a los usuarios vincular sus cuentas bancarias y tarjetas de crédito a sus teléfonos móviles para realizar consultas, transferencias, pagos y recargas.

## Historia
La idea de tPago surgió en 2008 cuando Manuel Alejandro Grullón Hernández, presidente del consejo de GCS International, identificó la necesidad de utilizar el teléfono móvil como herramienta para gestionar transacciones personales. Inicialmente concebido como un servicio de remesas, el proyecto evolucionó para integrar cuentas bancarias y tarjetas de crédito, creando un ecosistema colaborativo que incluye instituciones financieras, empresas de telecomunicaciones y proveedores de servicios.

### Guatemala
En 2016, tPago llevó a cabo un proyecto piloto en Ciudad de Guatemala como parte de su expansión hacia Centroamérica,  y en 2019, comenzó sus operaciones de manera formal.  Para 2017, la plataforma tenía más de 700,000 usuarios en República Dominicana y había registrado más de 70 millones de transacciones por un monto cercano a RD$17,000 millones.

### Funcionamiento
Ofrece dos modalidades para realizar transacciones: una a través de la tecnología móvil USSD, que no requiere conexión a Internet ni consume minutos o datos del plan móvil del usuario, y otra mediante una aplicación móvil compatible con iOS y Android.